# ダグラス・スペデン
- ダグラス・スペドゥン

ロバート・ダグラス・スぺデン（Robert Douglas Spedden、1905年11月19日 - 1915年8月8日）は、1912年のタイタニック号沈没事故の生存者。『ポーラー タイタニック号にのったぬいぐるみのクマのお話』の著者デイジーは、ダグラスの母である。ダグラスはタイタニック号の沈没から3年後に、交通事故で命を落とした。

## 旅路
ダグラスがタイタニック号に乗ったのは6歳のときだった。アルジェリアへの家族旅行の帰路のことであり、ニューヨーク州のタキシード・パークの自宅に帰る途中だった。航海の最初期の、イギリスのサウサンプトンからアイルランドのコーヴへと向かう途中で、いあわせたイエズス会の僧侶であるフランシス・ブラウンが、甲板のうえでコマを使って遊んでいるダグラスの姿をたまたま撮影しており、写真が残っている。

## タイタニック号の沈没
4月14日の夜半、タイタニック号は沈没する。ダグラスは、ファーストクラスにあるコンパートメントのベッドで眠っているところだった。まさに船が沈みゆくなかでダグラスを連れ出した乳母のエリザベス・バーンズは、うとうとと目を覚ましかけたダグラスに「星をみにいく途中」だとあやしたという。ダグラスはそれきり目を覚ますことなく、ようやく起きたのは翌朝になってからだった 。

## 死
1912年のタイタニックの沈没による死をまぬがれたダグラスは、1915年に車に轢かれて命を落とした。9歳のときだった。
1997年の映画『タイタニック』では、トーマス・フィスの演じるダグラスの姿が短いながら描かれている。母であるデイジー・コーニング・ストーン・スペデンは、『ポーラー タイタニック号にのったぬいぐるみのクマのお話』という児童文学作品を出版していて、一家の旅、なかでもタイタニックを生き延びた経験に筆を割いている。